# 兰卡瓜
兰卡瓜（西班牙語：Rancagua）是智利奥伊金斯将军解放者大区的首府，位于首都圣地亚哥以南87公里处，2002年的人口为214,344，人口组成主要为西班牙裔和麦士蒂索人，主要经济产业为采矿业、旅游业、农业、伐木业、食品产业和少量的服务业。

## 历史
兰卡瓜由西班牙人于18世纪所建造，1814年，此地爆发了智利独立战争中著名的兰卡瓜战役，2010年发生大地震。